# Gare d’Andrézieux
Gare d'Andrézieux – przystanek kolejowy w Andrézieux-Bouthéon, w departamencie Loara, w regionie Owernia-Rodan-Alpy, we Francji.
Jest przystankiem kolejowym Société nationale des chemins de fer français (SNCF), obsługiwanym przez pociągi TER Rhône-Alpes.